# Джеймс Гавен
Джеймс Гоуен (18 жовтня 1923 , Pollokshieldsd  — 12 червня 2015 , Лондон ) — архітектор шотландського походження, відомий своїми постмодерністськими проектами «інженерного стилю», що вплинули на покоління британських архітекторів.

## Життя
Джеймс Гоуен народився в Глазго в 1923 році. Він був старшим із двох хлопчиків. Його родина по материнській лінії працювала на суднобудуванні. Його дідусь і бабуся по батьковій лінії займалися торгівлею м'ясом у Пейслі. Після розлуки батьків жив із бабусею та дідом по батьковій лінії. Він мало спілкувався зі своїм батьком, якого сім'я налаштувала на м'ясний бізнес, але більшу частину свого життя провів як професійний гравець. Джеймс дуже мало спілкувався з ним протягом усього життя — його брат зіткнувся з ним у Глазго, будучи дорослим Джеймс каже, що він ніколи не міг запитати у бабусі та дідуся про свого батька — як вони були невідповідними. Згадує велику родину батька та тітку, яка його виховувала. Джеймс Докладно описує головну вітальню, яку прикрашали африканські тварини, застрелені його дядьком, який служив у Східній Африці; згадує картини хайлендської худоби на стіні. У ньому був патефон. Розповідає про свого дядька у Східній Африці та його характер, згадує іншого дядька Алекса, який помер від раку. Джеймс допоміг доглядати за ним під час його хвороби. Згадує чудову кулінарію своєї бабусі. Джеймс говорить про те, як добре доглядати за хворими, але «не бути святим у цьому». Розповідає про те, як доглядав за братом, коли в дитинстві хворів на дифтерію. Він розповідає про своє ставлення до серйозної хвороби — тяжкої хвороби в дитинстві. Поширеність сифілісу в перші роки століття. Захоплення та інтереси Джеймса — кришталеві радіоприймачі, прогулянки та створення карт, розповідає про дядька, який допомагав йому виконувати домашнє завдання з математики. Відвідуючи верфі на Клайді з матір'ю, його дядько був візерунком/різачем на верфях — розповідає про шум — клепав металеві панелі — порівнює це з картиною Стенлі Спенсера. Пам'ятає сплеск людей, які вийшли в обідній час. У нього не було відчуття Лондона, його світ був у Глазго — він переїхав до своєї матері 14-16 років у Поллокшілдс, згадує будівлі Ренні МакІнтоша в Поллокшілдсі та Св. Церква на Вінсент-стріт. Роль релігії, коли він ріс: відвідування недільної школи та бойскаутів.
Бідність у Глазго в 1930-х роках. Розмірковує про те, як це вплинуло на його погляд на житло, коли він став архітектором — згадує, що Джеймс Стірлінг не був насправді цікавим житлом, віддаючи перевагу громадським будівлям, Джеймс розмірковує про архітектуру та соціальне житло — як важливо не стати занадто помпезним і зосередитися на створенні доброго, а не соціального блага.
Гоуен навчався у Школі мистецтв Глазго між 1940 і 1942 роками та в Кінгстонській школі мистецтв між 1946 та 1948 роками. Після відходу з Кінгстона він працював у Пауелл і Мойя, а потім у Лайонс, Ізраїль та Елліс, де зустрів Джеймса Стірлінга, який став партнером у 1956 році. Співпраця зі Стірлінгом тривало до 1964 року, створивши деякі з будівель найбільш важливих і впливових післявоєнної Британії. Квартири в Ham Common, Річмонд, Лондон, побудовані між 1956 і 1957 роками, започаткували загальну тенденцію використання цегляних і бетонних елементів у будівництві громадського житла. Останнім проектом, над яким вони працювали разом, була Інженерна школа (1959—1963) в Університеті Лестера.
Після 1964 року Гоуен працював над невеликими проектами, які отримали набагато менше розголосу, ніж його попередня робота. Більшість його робіт була пов'язана з житловим будівництвом, як приватним, так і державним, наприклад, будівництво будинків Creek Road Greenwich, Лондон (1967) або житлового будинку Trafalgar Road (1968), Лондон. З 1990 року Гоуен зосередився на ряді лікарень в Італії, зокрема в клініці Instituto Humanitas в Роззано на околиці Мілана. Він був професором архітектури, переважно в Архітектурній асоціації та Королівському коледжі мистецтв.
Після війни він переїхав до Лондона і закінчив навчання в Kingston School of Architecture. У жовтні 1944 року він одружився з Маргарет Баррі, маючи двох дочок.

## Кар'єра
Після закінчення навчання Гоуен влаштувався на роботу до Філіпа Пауелла, який був його викладачем у Кінгстоні. Його проекти включали роботу над дизайном Skylon для Британського фестивалю 1951 року, а потім і Нового міста Стівенідж. Потім, працюючи в Lyons Israel Ellis, він зустрів Джеймса Стірлінга, з яким у 1956 році створив практику

### Гоуен і Стірлінг
Інженерна будівля Університету Лестера
Початковий проект Гоуена та Стірлінга полягав у розробці Langham House Close на Хем-Коммон у Західному Лондоні, що, за даними Guardian, «швидко закріпило цю пару як одну з найбільш радикальних практик їхнього покоління».
Гоуен сказав про свою роботу, що «ми реагували проти старшого покоління, налаштовуючи критику того, що можна було зробити — реакцію проти нудьги, простоти та механічної природи сучасного раціоналізму, соціального раціоналізму та вишуканих добре виготовлених речей».
Їх найвідоміша робота була над інженерною будівлею Університету Лестера під впливом Ле Корбюзьє. Ця будівля була відома своїм технологічним і геометричним характером, із заскленими вежами, покритими червоною плиткою, що нагадує промислову естетику місцевої вікторіанської епохи, а також кришталевим дахом майстерні, що складається з 2500 скляних панелей у формі ромба. Пара різко розлучилася через фундаментальні розбіжності у думках щодо правильного підходу до їхньої наступної комісії, якою була Бібліотека історичного факультету Кембриджського університету, і Гоуен твердо впевнений, що повторне використання аспектів їхньої попередньої конструкції не відповідає цілям проекту. Будівля бібліотеки.

### Сольні проекти та викладання
Потім Гоуен створив проекти для таких проектів, як будинок Шрайбера у Вест-Гемпстеді, побудований в 1964 році для дизайнера меблів Хаїма Шрайбера, для якого Гоуен розробив вмонтовані на замовлення меблі, які згодом зробив Шрайбер. Майже два десятиліття потому, у 1982 році, Гоуен спроектував другий будинок для Шрайбера.
Гоуен також працював над великими житловими схемами в Гринвічі та Іст-Геннінгфілді. Пізніше, у 1990-х роках, він почав працювати над серією італійських лікарень та будинків престарілих, зокрема Istituto Clinico Humanitas поблизу Мілана Clinica Humanitas Gavazzeni в Бергамо, офісами Techint в Мілані, у співпраці з італійським архітектором Ренато. Рестеллі.
Гоуен не отримав особистого визнання, яке відповідало б сміливості його задумів, і його внесок у роботу зі Стірлінгом був несправедливо занижений. Його кар'єра після розриву не досягла висот його партнера, але він був визнаний дуже впливовим викладачем Архітектурної асоціації школи архітектури, Університету Геріот-Ватта і Королівського коледжу мистецтв. Його наставництво принесло плоди в роботі Річарда Роджерса, Пітера Кука, Квінлана Террі та інших. Він був призначений професором Банністера Флетчера в Університетському коледжі Лондонау 1975 році, а також викладав у США як запрошений професор.
National Life Stories провела усне історичне інтерв'ю (C467/101) з Джеймсом Гоуеном у 2012-13 роках для своєї колекції Architects Lives, що зберігається у Британській бібліотеці.

## Архітектура Гоуела
Роботи архітектора Джеймса Гоуена, народженого в Глазго, який помер у віці 91 року, варіювалися від суворих житлових кварталів до мрійливих планів гігантських веретеноногих тварин, що крокують через Темзу. Найбільш відомий як стриманий партнер великого архітектора Джеймса Стірлінга, Гоуен був рівним Стірлінгу в дизайні більшості їхніх ранніх проектів, кульмінацією яких став знаменитий інженерний корпус в Університеті Лестера в 1963 році. Але він рідко отримував нагороду. кредит йому належав; Після різкого розриву дуету незабаром після завершення будівництва, він працював один у невідомості.
Вважається першою постмодерністською будівлею у Великобританії, інженерний факультет представляв насильницький відхід від домінуючих функціоналістських доктрин післявоєнної епохи, натомість відзначаючи динамічні конструктивні подвиги та потужну геометрію, у тому, що стало відомо як «інженерний стиль». З-під пари засклених веж висувається круто вигнутий зал у вигляді великих монолітних клинів, покритих червоною черепицею, а кришталевий дах пропливає над будівлею майстерні, немов ряд скляних тоблеронів.
У дизайні присутній майже готичний відтінок: бетонні колони, що закінчуються товстими корками, стискають вежу офісів і лабораторій, як середньовічні літаючі контрфорси. Пізніше Гоуен сказав, що одним із натхненників для створення вражаюче незвичайної композиції був «профіль Пікассо з великим оком, розташованим спереду».
Будівля втілює те, що Гоуен завжди називав «стилем для роботи», ідею, яку підтримав критик Рейнер Банхем у своїй рецензії на проект. «Будівля вдається, тому що робота і стиль нероздільні», — написав він. «Персонаж виходить із приголомшливою силою з кісток структури та функцій, які вона приховує». З тих пір він був внесений до списку II* і визнаний одним з найвпливовіших проектів того періоду.
Стірлінг закохався в цей радикально новий інженерний стиль, і він був сповнений рішучості перерозподілити його в наступній комісії для Бібліотеки історичного факультету Кембриджського університету — проти всіх протестів Гоуена. «У „Лестері“ ми знайшли словниковий запас, який був нашим впізнаваним… і Стірлінг був закоханий у нього», — сказав Гоуен Еллісу Вудману у його біографії 2008 року «Сучасність і переосмислення: архітектура Джеймса Гоуена». «Я не змінив своєї думки, що [будівля Кембриджа] є малоймовірною бібліотекою коледжу, і повторювати естетику було нерозумно». З тих пір він виявився непрацездатним, перегріваючи влітку і протікаючи взимку.
Жорстокий ідеологічний розкол навколо дизайну призвів до того, що в 1963 році нестабільна семирічна співпраця Стірлінга та Гоуена нарешті завершилася, коли Стірлінг таким же чином закінчив факультет історії Кембриджа та Флорі-Білдінг в Оксфорді, за яким слідувала зоряна траєкторія. галерей і музеїв. Гоуен ніколи не мав такого успіху, працюючи над кількома невеликими житловими проектами та деякими будинками охорони здоров'я в Італії пізніше в житті. Син Джеймса та Ізобель (уроджена Маккензі), з родини, яка займалася торгівлею м'ясом Пейслі, Джеймс молодший виховувався бабусею і дідусем у Партику після розлуки батьків. Після вивчення архітектури в Школі мистецтв Глазго він вступив до Кінгстонської школи архітектури в Сурреї. Його навчав Філіп Пауелл з Powell & Moya, де він ненадовго працював, працюючи над переможною заявкою на конкурс Skylon на Фестивалі Британії 1951 року.
Після періоду роботи над Stevenage New Town він приєднався до Lyons Israel Ellis — помилково вважаючи, що це була практика Еріка Лайонса, житлом якого він дуже захоплювався — де він зустрів Джеймса Стірлінга. У 1958 році вони разом розробили знаковий Langham House Close на Хем-Коммон, західний Лондон, що швидко утвердило цю пару як одну з найрадикальніших практик їхнього покоління. У 1966 році Ян Нерн назвав квадратну будівлю з цегли та бетону «першою будівлею в новому жорсткому стилі, який був такою ж реакцією на пустоту з добрих намірів, як і п'єси та романи Angry». Жорстока, але не владна жовта цегла та відкритий бетон все ще виражають свій протест".
Це було блеф, відверте відчуття, яке також характеризувало їхній житловий масив у Престоні, Ланкашир, і пізнішу роботу Гоуена в Гринвічі на південному сході Лондона, а також будинок, який Гоуен спроектував для свого зятя на острові Вайт. «Ми реагували проти старшого покоління, — сказав він, — критикуючи те, що можна було зробити — реакцію проти нудьги, простоти та механічної природи сучасного раціоналізму, соціального раціоналізму та вишуканих добре виготовлених речей».
Після відриву від Стірлінга він продовжив проектування того, що Вудман описав як «найзначніший лондонський таунхаус другої половини 20-го століття». Будинок Шрайбера, побудований в Хемпстеді в 1964 році для багатого виробника меблів, зовні нагадує заборонний цегляний замок, схожий більше на житловий будинок місцевої влади, ніж на розкішну віллу. Але всередині чотириповерхова будівля відкривається, щоб створити розкішний світ відкритого планування, облицьований виготовленими на замовлення фурнітурою з тикового дерева та бронзи, а також найновішими перевагами теплого повітря та вбудованою системою пилососа.
Хоча будівлі Гоуена часто отримували теплі відгуки в пресі, можна сказати, що найбільший вплив він мав на його учнів. Викладаючи в Архітектурній асоціації в Лондоні, він був наставником Річарда Роджерса, Пітера Кука з Archigram і неокласика Квінлана Террі, серед багатьох інших, різноманітність відповідала діапазону його власних робіт — він продовжив проектувати другий проект, високопостмодерністський будинок Шрайбера в Честері (1982) і барвистий книжковий магазин Королівського коледжу мистецтв.
Саме ця грайлива сторона Гоуена та його маловідомі спекулятивні проекти привернули мене до зустрічі з ним у 2011 році, коли я досліджував серію статей про дивний і дивовижний світ будівель у формі тварин. Засунувши руку до глибокої шухляди в своїй студії в Ноттінг-Хіллі, він дістав етюдник 1970-х років, повний гігантських пташиних будівель і потужних свиней, а також хмарочос у формі жирафа для Темзи в Гринвіч-Річ, чиї довгі ноги були пристосовані до вивітрювання припливних умов. Для житлового конкурсу в Міллбанку в 1977 році він намалював монументального собаку-виючого, покритого золотом, будівництво якої було б профінансовано за рахунок величезного збору з банкірів міста.
"Я мав на увазі ту якість, яку Х. Г. Уеллс описує у «Війні світів», — сказав він. «Посеред англійського села прибуває об'єкт, і це досить страшно. Ви не можете побачити двері. Він просто лежить там і тліє, і ви залишаєтеся здогадуватися, що це таке, поки люк не відкриється через пару днів. Це було те відчуття дива, до якого я прагнув».
Гоуен одружився з Маргарет Баррі в жовтні 1944 року. Вона померла в 2001 році. У нього залишилися дві дочки, Лінда і Джоанна, четверо онуків і п'ятеро правнуків.